# Harpertshausen

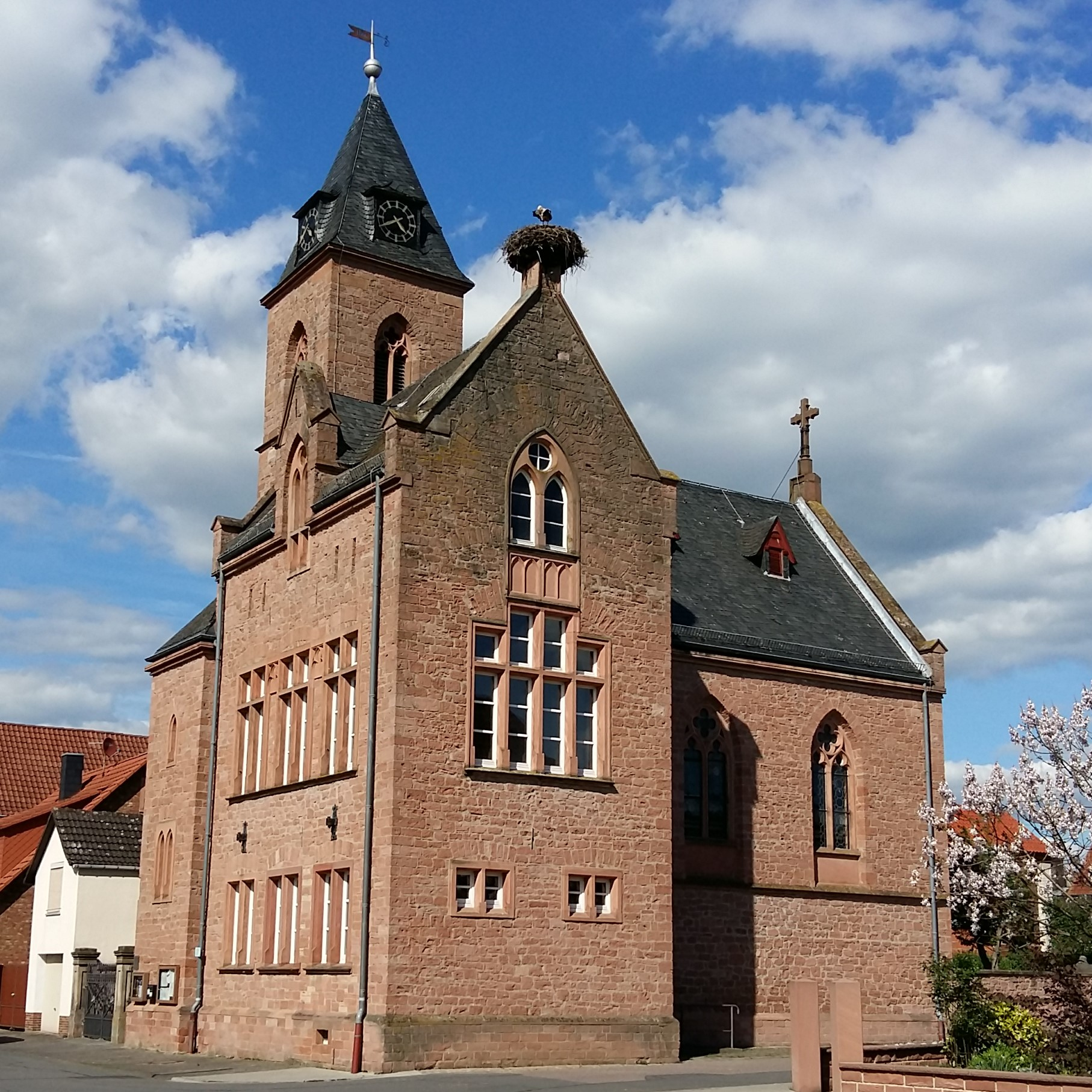
Evangelische Kirche in Harpertshausen mit Storchennest

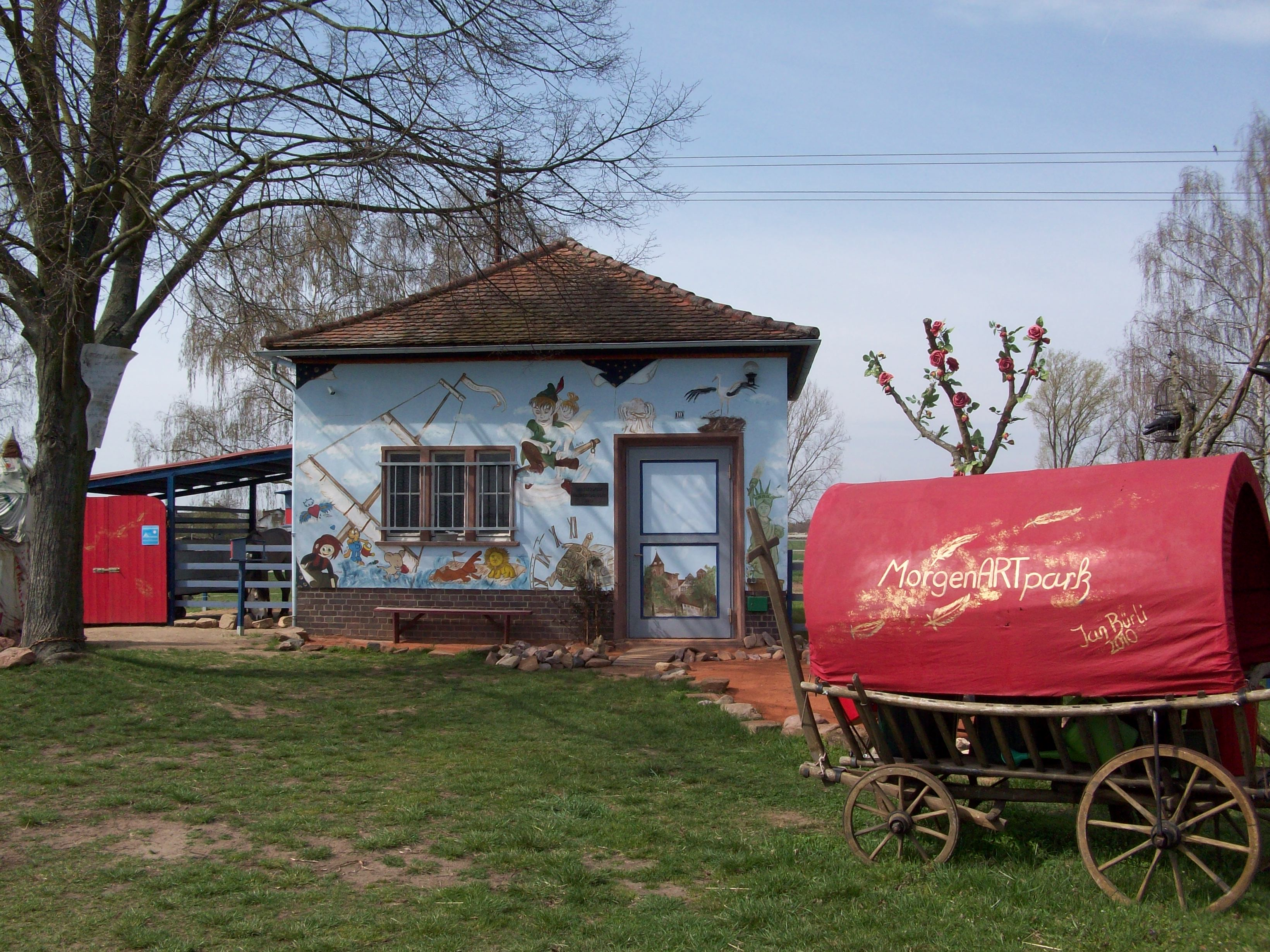
Kinderprojekt MorgenARTpark im umgestalteten alten Wasserhäuschen des Ortes auf dem Weg nach Hergershausen

Harpertshausen ist der kleinste der fünf Stadtteile von Babenhausen im südhessischen Landkreis Darmstadt-Dieburg.

## Geographie
Harpertshausen liegt 134 m ü. NHN, 6 km nordöstlich von Dieburg in der Region Starkenburg an den Ausläufern des nördlichen Odenwaldes. Der Stadtteil Harpertshausen besteht aus der Gemarkung Harpertshausen. Durch den Ort verläuft die Kreisstraße 108, am nordwestlichen Ortsrand die Bundesstraße 26.

## Geschichte

### Ortsgeschichte
Die älteste erhaltene schriftliche Erwähnung des Orts stammt von 1318. In Harpertshausen bestand eine kleine Burg, von der sich obertägig keine Reste erhalten haben. Im Laufe der Jahrhunderte wurde der Ort in historischen Dokumenten mit wechselnden Ortsnamen genannt (in Klammern das Jahr der Erwähnung): Harpperathusin (1344); Harprachusszen (1346); Harwartßhusenn; Harperßhußen (1383); Harpirßhusen (1404); Hapertshusen (1432); Harpenshusen (1435); Harpperßhusen (1460); Harpßhusen (1475); Harpertßhusen (1483); Harperßhuasen (1500); Harpshusen (1500); Harpperßhausen (1527).
Das Dorf gehörte ursprünglich zur Zent Umstadt und dem Kloster Fulda, wurde zusammen mit anderen Dörfern der Umgebung 1374 an die Herrschaft Hanau verpfändet und gehörte, nachdem die Kurpfalz in dieses Pfandgeschäft mit eingestiegen war, ab 1427 zum Kondominat Umstadt. Bei einem Vergleich zwischen der Landgrafschaft Hessen, der Kurpfalz und der Grafschaft Hanau-Lichtenberg gelangte der Ort schließlich 1521 zunächst zu zwei Dritteln, 1541 insgesamt, an Hanau und wurde dort dem Amt Babenhausen zugeschlagen. 1547 führte Graf Philipp IV. von Hanau-Lichtenberg die Reformation ein. 1711 wurde ein Rat- und Bethaus in der Mitte des Dorfes errichtet.
Nach dem Tod des letzten Hanauer Grafen, Johann Reinhard III., 1736, erbte Landgraf Friedrich I. von Hessen-Kassel aufgrund eines Erbvertrages aus dem Jahr 1643 die Grafschaft Hanau-Münzenberg. Aufgrund der Intestaterbfolge fiel die Grafschaft Hanau-Lichtenberg jedoch an den Sohn der einzigen Tochter von Johann Reinhard III., Landgraf Ludwig IX. von Hessen-Darmstadt. Umstritten zwischen den beiden Erben war die Zugehörigkeit des Amtes Babenhausen zu Hanau-Münzenberg oder zu Hanau-Lichtenberg. Es kam fast zu einer kriegerischen Auseinandersetzung, als die beiden Hessen versuchten mit ihrem jeweiligen Militär das Amt Babenhausen zu besetzen. Die Auseinandersetzung konnte erst nach einem langjährigen Rechtsstreit vor den höchsten Reichsgerichten 1771 mit einem Vergleich beendet werden, dem so genannten Partifikationsrezess. Harpertshausen wurde darin Hessen-Darmstadt endgültig zugesprochen. Dort gehörte es dann zu folgenden übergeordneten Verwaltungseinheiten: bis 1820: Amt Schaafheim der Provinz Starkenburg; 1820 bis 1821: Landratsbezirk Dieburg in der Provinz Starkenburg; 1832 bis 1848: Kreis Dieburg mit der Einführung von Kreisen im Großherzogtum Hessen; 1848 bis 1852: Regierungsbezirk Dieburg während der Einteilung der Provinz Starkenburg in Regierungsbezirke; 1852 bis 1938: Kreis Dieburg mit der Wiedereinführung von Kreisen in der Provinz Starkenburg; 1938 bis 1977: Landkreis Dieburg; ab 1977: Landkreis Darmstadt-Dieburg, in den der Landkreis Dieburg im Zuge der Gebietsreform in Hessen aufgeht.
Die Statistisch-topographisch-historische Beschreibung des Großherzogthums Hessen berichtet 1829 über Harpertshausen:

„Harpertshausen (L. Bez. Dieburg) luth. Filialdorf; liegt an dem Richenbach, 1 1⁄4 St. von Dieburg, und wird gewöhnlich das Storchsnest genannt. Der Ort hat 44 Häuser und 239 Einw., die bis auf 2 Kath. luth sind, und 1 Mahlmühle. Auch stand früher ein Burghaus hier. – Harpertshausen war ein fuldisches Lehen. Im Jahe 1437 belehnt Eppenstein den Geiling von Altheim mit dem Orte zu ihrem Theile, und 1464 verkaufte der von Wasen das Eppensteinische Lehen zu Harpertshausen denen von Dorfelden, welche 1467 wahrscheinlich dieselben Rechte wieder an Eppenstein zurückveräußerten, indem es vermuthlich dieselben Besitzungen sind, welche 1481 von Eppenstein den von Wasen zu Lehen übergeben worden. Um diese Zeit war der Ort dreiherrisch. Einen Theil besassen die Kriege von Altheim; er kam endlich an Mainz. Einen zweiten Theil besassen die Geilinge von Altheim; diese beiden Theile erwarb 1501 Graf Philipp von Hanau. Diese Theile wurden 1521 der Herrschaft Babenhausen einverleibt. Der dritte Theil kam endlich 1541 gleichfalls an Hanau. Nach dem Ausgang der Hanau-Lichtenbergischen Linie, 1736, nahm sowohl Hessen-Darmstadt als Hessen-Cassel die Herrschaft (Amt Babenhausen) in Anspruch. Durch die Vergleiche von 1762 und 1771 wurde die Herrschaft aber getheilt und Harpertshausen fiel mit andern Orten an Hessen-Darmstadt.“

Hessische Gebietsreform (1970–1977)
Am 31. Dezember 1971 wurde die bis dahin selbstständige Gemeinde Harpertshausen im Zuge der Gebietsreform in Hessen auf freiwilliger Basis ein Stadtteil von Babenhausen.  Für Harpertshausen wurde wie für die Kernstadt Babenhausen und die übrigen Stadtteile ein Ortsbezirk eingerichtet.

### Verwaltungsgeschichte im Überblick
Die folgende Liste zeigt die Staaten und Verwaltungseinheiten, denen Harpertshausen angehört(e):
- vor 1458: Heiliges Römisches Reich, Grafschaft Hanau, Amt Babenhausen
- ab 1458: Heiliges Römisches Reich, Grafschaft Hanau-Lichtenberg, Amt Babenhausen
- ab 1691: Heiliges Römisches Reich, Grafschaft Hanau-Münzenberg, Amt Babenhausen
- 1736–1771: Strittig zwischen Hessen-Kassel und Hessen-Darmstadt
- ab 1771: Heiliges Römisches Reich, Landgrafschaft Hessen-Darmstadt, Amt Schaafheim
- ab 1803: Heiliges Römisches Reich, Landgrafschaft Hessen-Darmstadt, Fürstentum Starkenburg, Amt Schaafheim
- ab 1806: Großherzogtum Hessen,[Anm. 2] Fürstentum Starkenburg, Amt Schaafheim[12]
- ab 1815: Großherzogtum Hessen[Anm. 3], Provinz Starkenburg, Amt Schaafheim
- ab 1821: Großherzogtum Hessen, Provinz Starkenburg, Landratsbezirk Dieburg[Anm. 4]
- ab 1832: Großherzogtum Hessen, Provinz Starkenburg, Kreis Dieburg
- ab 1848: Großherzogtum Hessen, Regierungsbezirk Dieburg
- ab 1852: Großherzogtum Hessen, Provinz Starkenburg, Kreis Dieburg
- ab 1871: Deutsches Reich, Großherzogtum Hessen, Provinz Starkenburg, Kreis Dieburg
- ab 1918: Deutsches Reich (Weimarer Republik), Volksstaat Hessen, Provinz Starkenburg, Kreis Dieburg
- ab 1938: Deutsches Reich, Volksstaat Hessen, Landkreis Dieburg[13][Anm. 5]
- ab 1945: Deutsches Reich, Amerikanische Besatzungszone,[Anm. 6] Groß-Hessen, Regierungsbezirk Darmstadt, Landkreis Dieburg
- ab 1946: Deutsches Reich, Amerikanische Besatzungszone, Hessen, Regierungsbezirk Darmstadt, Landkreis Dieburg
- ab 1949: Bundesrepublik Deutschland, Hessen, Regierungsbezirk Darmstadt, Landkreis Dieburg
- ab 1972: Bundesrepublik Deutschland, Hessen, Regierungsbezirk Darmstadt, Landkreis Dieburg, Stadt Babenhausen[Anm. 7]
- ab 1977: Bundesrepublik Deutschland, Hessen, Regierungsbezirk Darmstadt, Landkreis Darmstadt-Dieburg, Stadt Babenhausen

## Bevölkerung

### Einwohnerstruktur 2011
Nach den Erhebungen des Zensus 2011 lebten am Stichtag dem 9. Mai 2011 in Harpertshausen 612 Einwohner. Darunter waren 27 (4,4 %) Ausländer.
Nach dem Lebensalter waren 87 Einwohner unter 18 Jahren, 255 waren zwischen 18 und 49, 165 zwischen 50 und 64 und 105 Einwohner waren älter. Die Einwohner lebten in 267 Haushalten. Davon waren 69 Singlehaushalte, 93 Paare ohne Kinder und 75 Paare mit Kindern, sowie 24 Alleinerziehende und 6 Wohngemeinschaften. In 42 Haushalten lebten ausschließlich Senioren und in 186 Haushaltungen leben keine Senioren.

### Einwohnerentwicklung
| • 1806: | 212 Einwohner, 39 Häuser |
| • 1829: | 239 Einwohner, 44 Häuser |
| • 1867: | 246 Einwohner, 47 Häuser |

| Harpertshausen: Einwohnerzahlen von 1806 bis 2019 | Harpertshausen: Einwohnerzahlen von 1806 bis 2019 | Harpertshausen: Einwohnerzahlen von 1806 bis 2019 | Harpertshausen: Einwohnerzahlen von 1806 bis 2019 | Harpertshausen: Einwohnerzahlen von 1806 bis 2019 |
| --- | ------------------------------------------------- | ------------------------------------------------- | ------------------------------------------------- | ------------------------------------------------- |
| Jahr |                                                   |                                                   |                                                   | Einwohner                                         |
| 1806 | 1806                                              |                                                   | 212                                               | 212                                               |
| 1829 | 1829                                              |                                                   | 239                                               | 239                                               |
| 1834 | 1834                                              |                                                   | 264                                               | 264                                               |
| 1840 | 1840                                              |                                                   | 252                                               | 252                                               |
| 1846 | 1846                                              |                                                   | 290                                               | 290                                               |
| 1852 | 1852                                              |                                                   | 273                                               | 273                                               |
| 1858 | 1858                                              |                                                   | 249                                               | 249                                               |
| 1864 | 1864                                              |                                                   | 258                                               | 258                                               |
| 1871 | 1871                                              |                                                   | 241                                               | 241                                               |
| 1875 | 1875                                              |                                                   | 260                                               | 260                                               |
| 1885 | 1885                                              |                                                   | 274                                               | 274                                               |
| 1895 | 1895                                              |                                                   | 257                                               | 257                                               |
| 1905 | 1905                                              |                                                   | 271                                               | 271                                               |
| 1910 | 1910                                              |                                                   | 263                                               | 263                                               |
| 1925 | 1925                                              |                                                   | 269                                               | 269                                               |
| 1939 | 1939                                              |                                                   | 254                                               | 254                                               |
| 1946 | 1946                                              |                                                   | 453                                               | 453                                               |
| 1950 | 1950                                              |                                                   | 408                                               | 408                                               |
| 1956 | 1956                                              |                                                   | 367                                               | 367                                               |
| 1961 | 1961                                              |                                                   | 405                                               | 405                                               |
| 1967 | 1967                                              |                                                   | 403                                               | 403                                               |
| 1970 | 1970                                              |                                                   | 441                                               | 441                                               |
| 1980 | 1980                                              |                                                   | ?                                                 | ?                                                 |
| 1990 | 1990                                              |                                                   | ?                                                 | ?                                                 |
| 2000 | 2000                                              |                                                   | ?                                                 | ?                                                 |
| 2011 | 2011                                              |                                                   | 612                                               | 612                                               |
| 2014 | 2014                                              |                                                   | 633                                               | 633                                               |
| 2019 | 2019                                              |                                                   | 734                                               | 734                                               |
| Datenquelle: Historisches Gemeindeverzeichnis für Hessen: Die Bevölkerung der Gemeinden 1834 bis 1967. Wiesbaden: Hessisches Statistisches Landesamt, 1968. Weitere Quellen: LAGIS; Stadt Babenhausen; Zensus 2011 |                                                   |                                                   |                                                   |                                                   |

### Religionszugehörigkeit
| • 1829: | 373 lutheranische (= 98,16 %) und 7 katholische (= 1,84 %) Einwohner |
| • 1961: | 294 evangelische (= 72,59 %), 103 katholische (= 25,43 %) Einwohner  |

## Politik
Für Harpertshausen besteht ein Ortsbezirk (Gebiete der ehemaligen Gemeinde Harpertshausen) mit Ortsbeirat und Ortsvorsteher nach der Hessischen Gemeindeordnung. Der Ortsbeirat besteht aus fünf Mitgliedern. Bei den Kommunalwahlen in Hessen 2021 betrug die Wahlbeteiligung zum Ortsbeirat 46,62 %. Alle Kandidaten gehörten der SPD an. Der Ortsbeirat wählte Willi Schäfer zum Ortsvorsteher.

## Wissenswert
Westlich des Ortes lag früher die Brennersmühle.
In der ehemaligen Schule befindet sich heute ein Kindergarten.

## Regelmäßige Veranstaltungen
- Oktober: Kerb[19]